# 리위시
리위시(중국어: 李玉璽, 병음: Lǐ Yùxǐ, 한자음: 이옥새, 영어: Dino Lee 디노 리[*], 1993년 3월 31일 ~ )는 타이완의 가수, 배우이다. 영화 《나의 소녀시대》(2015)에 오우양페이판 역으로 출연하였다.